# 军马河镇
军马河乡，是中华人民共和国河南省南阳市西峡县下辖的一个乡镇级行政单位。

## 行政区划
军马河乡下辖以下地区：
孙门村、毛坪村、大河岗村、独阜岭村、军马河村、段树村、后河村、白果树村、鱼库村、李庄村、长探河村、酒灌村和台子村。